# Thereva speculiferum
Thereva speculiferum är en tvåvingeart som beskrevs av Günther Enderlein 1934. Thereva speculiferum ingår i släktet Thereva och familjen stilettflugor. Inga underarter finns listade i Catalogue of Life.